# 賈
賈（か）は、漢姓の一つ。中国、朝鮮などに分布する。

## 中国の姓
2020年の中華人民共和国の第7回全国人口調査（国勢調査）に基づく姓氏統計によると中国で64番目に多い姓であり、474.49万人がいる。一方、台湾の2018年の統計では第144位で、5,485人がいる。

### 起源
- 姫姓賈氏
  - 周の武王の孫の公明（姫姓）または狐偃（姫姓）の子孫と伝える。

### 著名な人物
- 賈誼 - 前漢中期の政治家・思想家。
- 賈復 - 後漢初期の武将。
- 賈逵 - 後漢の儒学者・天文学者。
- 賈逵 - 後漢末・三国魏の政治家・武将。
- 賈詡 - 後漢末期から三国時代の魏の政治家。
- 賈充 - 三国時代から西晋の魏・西晋の政治家。魏の賈逵の子。
- 賈南風 - 西晋恵帝の皇后。賈充の娘。
- 賈思勰 - 北魏の学者。『斉民要術』著者。
- 賈島 - 唐代の詩人。
- 賈似道 - 南宋の軍人・政治家。
- 賈慶林 - 中華人民共和国の政治家。
- 賈秀全 - 中華人民共和国のサッカー選手。元同国代表、元ガンバ大阪所属。

古典小説『紅楼夢』では主人公賈宝玉が、名門の賈氏に属すると設定されている。

## 朝鮮の姓
賈（か、カ、朝: 가）は、朝鮮人の姓の一つである。

### 著名な人物
- 賈基山（朝鮮語版） - 韓国の政治家、元大田広域市西区長。
- 賈世魯（朝鮮語版） - 韓国の政治家、泰安郡守。
- 賈愛蘭 - 韓国のKBSのアナウンサー。
- 賈得焰 - 韓国のプロ野球選手。
- カ・ドゥッキ - 韓国の女優。

### 氏族
本貫は蘇州賈氏が大多数である。元々中国の氏姓で尭帝の子孫唐叔虞が息子公明を賈に封ずることで姓となった。壬辰の乱の時、功を立て戦死した明の賈維鑰が始祖である。賈維鑰は薊遼都察使で安州等で戦った。丁酉の乱で息子游撃将軍祥と孫兵部従事官琛も一緒に来て、素沙、南原の戦闘で功を立てた。しかし、1600年釜山で父と祖父が戦死すると、琛は蔚山西生鎭都督洞に移住し、遺体を埋葬し、帰化した。その後琛は安東権氏權恂の娘と結婚し、蔚山に土着した。
| 氏族（本貫） | 始祖 | 人数（2015年） |
| ------------ | ---- | -------------- |
| 密陽賈氏     |      | 8              |
| 瑞山賈氏     |      | 22             |
| 舒川賈氏     |      | 14             |
| 善山賈氏     |      | 21             |
| 善州賈氏     |      | 11             |
| 蘇城賈氏     |      | 710            |
| 蘇州賈氏     |      | 8,798          |
| 蘇川賈氏     |      | 5              |
| 安東賈氏     |      | 21             |
| 楊州賈氏     |      | 49             |
| 草落賈氏     |      | 9              |
| 泰安賈氏     |      | 70             |
| 泰仁賈氏     |      | 24             |
| 漢陽賈氏     |      | 23             |
| 海平賈氏     |      | 54             |

#### 派閥
- 권파(菤派)
- 균파(菌派)
- 전파(荃派)
- 훤파(萱派)
- 만파(蔓派)
- 연파(莚派)
- 눌파(訥派)
- 순파(諄派)
- 희문파(希文派)
- 희성파(希聖派)
- 만석파(萬碩派)
- 안성파(安聖派)
- 문순파(文純派)
- 문익파(文翼派)
- 문혁파(文赫派)
- 문진파(文晉派)
- 문헌파(文獻派)
- 세원파(世元派)
- 세익파(世翼派)
- 세한파(世漢派)
- 세흥파(世興派)
- 창순파(昌順派)
- 창한파(昌漢派)
- 익한파(翊漢派)
- 훤한파(萱漢派)
- 시한파(蓍漢派)
- 사성파(嗣聖派)
- 의민파(義敏派)
- 수성파(守誠派)

#### 主要世居
- 忠清南道瑞山市南面
- 忠清南道瑞山市松山面堂山里
- 忠清南道瑞山市泰安邑

### 人口と割合
現在忠清南道瑞山・洪城・唐津・礼山一帯に多い。
| 年度   | 人口    | 世帯数    | 順位         | 割合 |
| ------ | ------- | --------- | ------------ | ---- |
| 1960年 | 4,412人 |           | 258姓中109位 |      |
| 1985年 |         | 1,783世帯 | 274姓中111位 |      |
| 2000年 | 9,090人 |           |              |      |
| 2015年 | 9,936人 |           |              |      |